# Élections municipales de 2021 en Nouvelle-Beauce
Pour un article plus général, voir Élections municipales de 2021 en Chaudière-Appalaches.
Cet article concerne les élections municipales de 2021 en Chaudière-Appalaches dans la municipalité régionale de comté de La Nouvelle-Beauce.